# Callilepis pawani
Callilepis pawani är en spindelart som beskrevs av Gajbe 1984. Callilepis pawani ingår i släktet Callilepis och familjen plattbuksspindlar. Inga underarter finns listade.